# James Woods (skier)
James "Woodsy" Woods(født 19. januar 1992) er en britisk freestyle skiløber.
"Woodsy" lærte at stå på ski på dry slopes i Sheffield. 
Han vandt det britiske mesterskab i slopestyle fem år i træk i årene 2007-2011. I 2011 vandt han også sin første X Games-medalje, da han blev nr. 3 i slopestyle ved X Games i Tignes. I 2017 vandt han guld ved X Games i Aspen, efter bl.a. at have udført tricket Triple Cork 1440 Octo-grab. Få måneder efter fik han bronze ved FIS Freestyle World Championships 2017 i Sierra Nevada (slopestyle) og bronze ved X Games i Hafjell (Big Air).
Woods har deltaget ved Vinter-OL i 2014, 2018 og 2022, hvor hans bedste resultat er en fjerde plads i slopestyle i 2018..